# ザ・ハード (漫画)
『ザ・ハード』（The Hard）は、猿渡哲也による日本の漫画作品。『ビジネスジャンプ』（集英社）にて連載された。単行本は全17巻。

## 主な登場人物
ハード（波渡ケンジ）
ミリアン
モモコ
ハロルド・サカタ
マッセリア・ガンビーノ

## OVA
『ザ・ハード BOUNTY HUNTER』（1996年）

### キャスト
- ハード：松本保典
- ミリアン：冬馬由美
- 牧師：梁田清之
- ターキー：藤本譲
- チョッパー：佐藤正治
- スージー：堀川亮
- フレディ：飛田展男
- モモコ：根谷美智子
- タイロン：船木誠勝（パンクラス） ※友情出演

### スタッフ
- 監督：大賀俊二
- キャラクターデザイン：須田正己
- メカデザイン：宍戸聡
- 音楽：京田誠一
- 音響監督：松浦典良
- 音楽プロデューサー：大場龍男・柴田新
- 音楽制作：東宝音楽出版・メディア・レモラス
- エンディングテーマ：「サイレンサー」（歌：船木誠勝）
- 制作：J.C.STAFF
- 製作：東宝株式会社